# Метилацетат
Метилацета́т (метиловый эфир уксусной кислоты, метиловый эфир этановой кислоты, уксуснометиловый эфир, MeOAc) CH3COOCH3 — органическое вещество класса сложных эфиров.
Встречается в природе, большей частью в эфирных маслах растений (например, до 8,9 % в различных видах мяты, до 28,2 % в лабазнике, до 44 % в жасмине), и в пищевых продуктах (например, в коньяках многолетней выдержки).

## Физические свойства
Бесцветная прозрачная жидкость с фруктовым запахом.
Хорошо смешивается с органическими растворителями. По растворяющей способности аналогичен ацетону и применяется в ряде случаев как его заменитель. Смешивается в любых соотношениях с этанолом и этиловым эфиром, хорошо растворим в ацетоне и хлороформе, растворим в бензоле.
Некоторые свойства отличаются по разным источникам: плотность 0,9330 и 0,9244г/см3; показатель преломления 1,3619 и 1,3593; динамическая вязкость 0,362 и 0,381.
Растворимость в воде 31,9 %, образует с водой азеотропную смесь (температура кипения 56,4 °C, 96,7 % метилацетата). Образует азеотропные смеси с метанолом (температура кипения 54 °C, 81 % метилацетата) и ацетоном (температура кипения 56,1 °C, 45 % метилацетата).
Образует аддукты: метилацетат•SbCl5, метилацетат•HSbCl6 и метилацетат•BF3, плавящиеся, соответственно, при  87-88,  81-82 и  65,5 °С.
Взрывоопасные концентрации в смеси с воздухом 3,15 — 15,60 %.

## Химические свойства
По химическим свойствам метилацетат представляет собой типичный сложный эфир алифатической монокарбоновой кислоты.
Легко гидролизуется (омыляется) на исходные спирт и кислоту водой (обратимо) или щелочами (необратимо, так как образующаяся карбоновая кислота превращается в соль):
{\displaystyle \mathrm {CH_{3}COOCH_{3}+H_{2}O\ \rightarrow \ CH_{3}COOH+CH_{3}OH} }
Восстановление метилацетата приводит к образованию двух спиртов (этанол и метанол):
{\displaystyle \mathrm {CH_{3}COOCH_{3}+2H_{2}\ \rightarrow \ CH_{3}CH_{2}OH+CH_{3}OH} }
Под действием аммиака метилацетат превращается в ацетамид и метанол:
{\displaystyle \mathrm {CH_{3}COOCH_{3}+NH_{3}\ \rightarrow \ CH_{3}CONH_{2}+CH_{3}OH} }

## Получение
Метилацетат получают:
- этерификацией уксусной кислоты метанолом в жидкой фазе в присутствии серной кислоты (или при пропускании смеси паров указанных жидкостей над нагретыми катализаторами: FeCl3, AlCl3)[8]:

{\displaystyle \mathrm {CH_{3}COOH+CH_{3}OH\ \rightarrow \ CH_{3}COOCH_{3}+H_{2}O} }
- из уксусного ангидрида и метанола[8] (реакция протекает в жидкой фазе в отсутствие катализатора и является практически необратимой[16]):

{\displaystyle \mathrm {(CH_{3}CO)_{2}O+CH_{3}OH\ \rightarrow \ CH_{3}COOCH_{3}+CH_{3}COOH} },
- по реакции Байера-Виллигера воздействием перкарбоновой кислоты на ацетон в присутствии кислот Льюиса как катализатора (например, BF₃):

{\displaystyle \mathrm {(CH_{3})_{2}CO+RC(O)OOH\ {\xrightarrow {H^{+}}}\ CH_{3}COOCH_{3}} },
- кроме синтетических методов — пиролизом древесины[8][10].

## Применение
Метилацетат применяют, в основном, в качестве растворителя в производстве лакокрасочных материалов и как компонент многих промышленных и бытовых растворителей. Является составной частью (7-75 %) лесохимических растворителей.
Используется при производстве клеев, композиционных лаков, шпатлевок, магнитных лент, автокосметики, эфиров целлюлозы, поливинилацетата, полиметилметакрилата, растительных и животных жиров, многих синтетических смол.
Применяется как экстрагент в аналитической химии, в том числе для отделения LiCl от хлоридов других щелочных металлов.
Метилацетат является ценным компонентом для промышленного синтеза, в том числе — из него карбонилированием получают уксусный ангидрид (процесс Реппе):
{\displaystyle {\rm {CH_{3}CO_{2}CH_{3}+CO\rightarrow (CH_{3}CO)_{2}O}}}
Используется в пищевой промышленности в качестве ароматизатора и экстрактивного растворителя в процессе декофеинизирования чая и кофе. В качестве ароматизатора и растворителя также входит в состав ряда косметических средств.

## Токсичность, охрана труда
Слабо раздражает слизистые оболочки глаз и дыхательных путей (при концентрации 15 мг/л химически чистого метилацетата для ощущения раздражения требуется  5-минутная экспозиция). В высоких концентрациях оказывает лёгкое наркотическое воздействие, — в основном, за счёт действия самого сложного эфира, и, в меньшей степени, — за счёт образующегося из него спирта.
При пероральном введении ЛД50 = 2,9 г/кг (белые крысы), 2,4 г/кг (мыши и кролики), 3,6 г/кг (морские свинки).
ПДК в атмосферном воздухе населенных мест 0,07 мг/м³.
По данным Роспотребнадзора, ПДК в воздухе рабочей зоны равна 100 мг/м3 (максимально разовая). Однако по данным ряда исследований, порог восприятия запаха этого вещества может быть гораздо выше этой ПДК. Например, среднее значение порога в исследовании было 900 мг/м3; в 5250 мг/м3; а в 8628 мг/м3. Поэтому можно ожидать, что использование широко распространённых фильтрующих СИЗОД в сочетании с «заменой фильтров по появлении запаха под маской» (как это почти всегда рекомендуется в РФ поставщиками СИЗОД) приведёт к чрезмерному воздействию паров метилацетата на, по крайней мере, часть работников — из-за несвоевременной замены противогазных фильтров. Для защиты от метилацетата следует использовать значительно более эффективные изменение технологии и средства коллективной защиты.